# كاشم شتيما
كاشم شيتيما مصطفى (Kashim Shettima) (من مواليد 2 سبتمبر 1966) هو سياسي نيجيري وهو نائب رئيس نيجيريا الخامس عشر والحالي منذ عام 2023. شغل سابقًا منصب عضو مجلس الشيوخ النيجيري ممثلا ولاية بورنو المركزية من 2019 إلى 2023، ومنصب حاكم ولاية بورنو من 2011 إلى 2019.
ولد شيتيما في مدينة مايدوغوري عام 1966 وتخرج من جامعة مايدوغوري وجامعة إبادان. بعد الدراسة، التحق بقطاع الأعمال والمصارف، وترقى في نهاية المطاف إلى عدة مناصب تنفيذية رفيعة المستوى في البنوك. بحلول منتصف العقد الأول من القرن الحادي والعشرين، كان شيتيما مديرًا لبنك زينيث فرع مايدوغوري قبل أن يغادر المنصب لدخول مجلس وزراء الولاية تحت إدارة حاكم علي مودو شريف في عام 2007. وبعد أربع سنوات في مجلس الوزراء، تم انتخابه حاكمًا في عام 2011 وأعيد انتخابه في عام 2015؛ سيطر تمرد بوكو حرام القاتل على فترة رئاسته. ترك شيتيما المنصب في عام 2019، وانتُخبت في مجلس الشيوخ. على الرغم من إعادة ترشيحه لمجلس الشيوخ في عام 2023، فقد انسحب من الترشيح ليصبح نائب الرئيس بولا تينوبو. حل محله كاكا شيهو لاوان كمرشح لمجلس الشيوخ.

## تعليم
التحق شيتيما بمدرسة لاميسولا الابتدائية في مايدوغوري من عام 1972 إلى عام 1978؛ والمدرسة الثانوية الحكومية في مدينة بيو الواقعة في الجزء الجنوبي من ولاية بورنو من 1978 إلى 1980؛ وانتقل إلى مدرسة العلوم الحكومية الثانوية في مدينة بوتيسكوم (الواقعة الآن في ولاية يوبي المجاورة) حيث أكمل تعليمه الثانوي في عام 1983. ودرس في جامعة مايدوغوري حيث حصل على درجة البكالوريوس في الاقتصاد الزراعي في عام 1989. حصل على عضويته الإجبارية لمدة عام واحد في فيلق الخدمة الوطنية للشباب في بنك التعاون الزراعي النيجيري في مدينة كالابار عاصمة ولاية كروس ريفرز الواقعة في الجنوب الجنوبي لنيجيريا من 1989 إلى 1990. كما حصل على درجة الماجستير في الاقتصاد الزراعي عام 1991 من جامعة إبادان في جنوب غرب نيجيريا. انضم شيتيما إلى جامعة مايدووري كمحاضر في قسم الاقتصاد الزراعي حيث كان في الأوساط الأكاديمية من 1991 إلى 1993.

## الحياة المهنية المبكرة
في عام 1993، انتقل كاشيم شتيما إلى القطاع المصرفي حيث عمل في البنك التجاري الأفريقي المحدود (الذي انقرض) كرئيس لوحدة الحسابات في مكتب البنك في إيكيجا بولاية لاغوس الواقعة في الجنوب الغربي لنيجيريا. ظل شيتيما هناك من عام 1993 حتى عام 1997. وفي عام 1997، انتقل إلى البنك الأفريقي الدولي المحدود كنائب مدير وترقى ليصبح مديرًا في عام 2001. وفي عام 2001، انتقل إلى بنك زينيث كرئيس لفرعه الرئيسي في مايدوغوري. وفي بنك زينيث، ارتقى إلى منصب مدير أول ورئيس فرع؛ مساعد المدير العام ورئيس المنطقة (شمال شرق)، نائب المدير العام ورئيس المنطقة (شمال شرق) قبل أن يخرج من بنك زينيث كمدير عام في عام 2007 بعد ما تم تعيينه كمفوض للشؤون المالية في ولاية بورنو.

## الحياة السياسية
خلال الفترة من 2007 إلى 2011، شغل شتيما منصب مفوض في 5 وزارات. في الانتخابات التمهيدية لحزب جميع الشعب النيجيري في يناير 2011، تم اختيار المهندس مودو فانامي جوبيو كمرشح لمنصب الحاكم. ومع ذلك، قُتل جوبيو لاحقًا من قبل مسلحين، وتم اختيار شيتيما في الانتخابات التمهيدية الثانية في فبراير 2011. وفي انتخابات 26 أبريل 2011، فاز شيتيما بأغلبية 531,147 صوتًا بينما حصل مرشح حزب الشعب الديمقراطي، محمد غوني، على 450,140 صوتًا.
حصل شيتيما على لقب حاكم العام 2014 (صحيفة ليدرشيب)، ولقب حاكم العام 2015، (من قبل اتحاد الصحفيين النيجيريين، هيئة وطنية)؛ ولقب حاكم العام 2015 أيضاً (من قبل صحيفة نيوز واتش تايمز)، حاكم العام 2015 (صحف فانغارد)؛ وجائزة حاكم العام لعام 2016 (مجلة "تيل")؛ وجائزة "Zik" لعام 2017 للقيادة؛ وجائزة اتحاد الصحفيين في كادونا نيجيريا للشجاعة والقيادة الاستثنائية (2017)، وجائزة اتحاد الصحفيين في إقليم العاصمة الاتحادية للشجاعة والقيادة الاستثنائية.

## نائب الرئيس (2023 - مازال)
في 1 مارس 2023، أكدت المفوضية الوطنية المستقلة للانتخابات فوز بولا تينوبو في الانتخابات الرئاسية. وبهذا أصبح شيتيما نائب رئيس نيجيريا المنتخب. وقد أدى كلاهما اليمين في 29 مايو 2023.
تولى شيتيما منصبه بعد أداء اليمين الدستورية في 29 مايو 2023 في إيغل سكوير، أبوجا بصفته نائب رئيس جمهورية نيجيريا الفيدرالية، ويشرف الآن على فريق التخطيط الاقتصادي ويقدم التقارير بالإضافة إلى تقديم توصيات إلى الرئيس الذي يتخذ القرار النهائي.